# Cellana strigilis
Cellana strigilis is een slakkensoort uit de familie van de Nacellidae. De wetenschappelijke naam van de soort is voor het eerst geldig gepubliceerd in 1841 door Hombron & Jacquinot.